# Musée-librairie du compagnonnage
Le musée-librairie du compagnonnage est un musée privé situé au 10 rue Mabillon, dans le 6e arrondissement de Paris.

## Description
Le musée-librairie du compagnonnage, consacré à l'histoire du compagnonnage, est installé dans l'ancien siège des Compagnons charpentiers du Devoir de liberté, (« Indiens »).

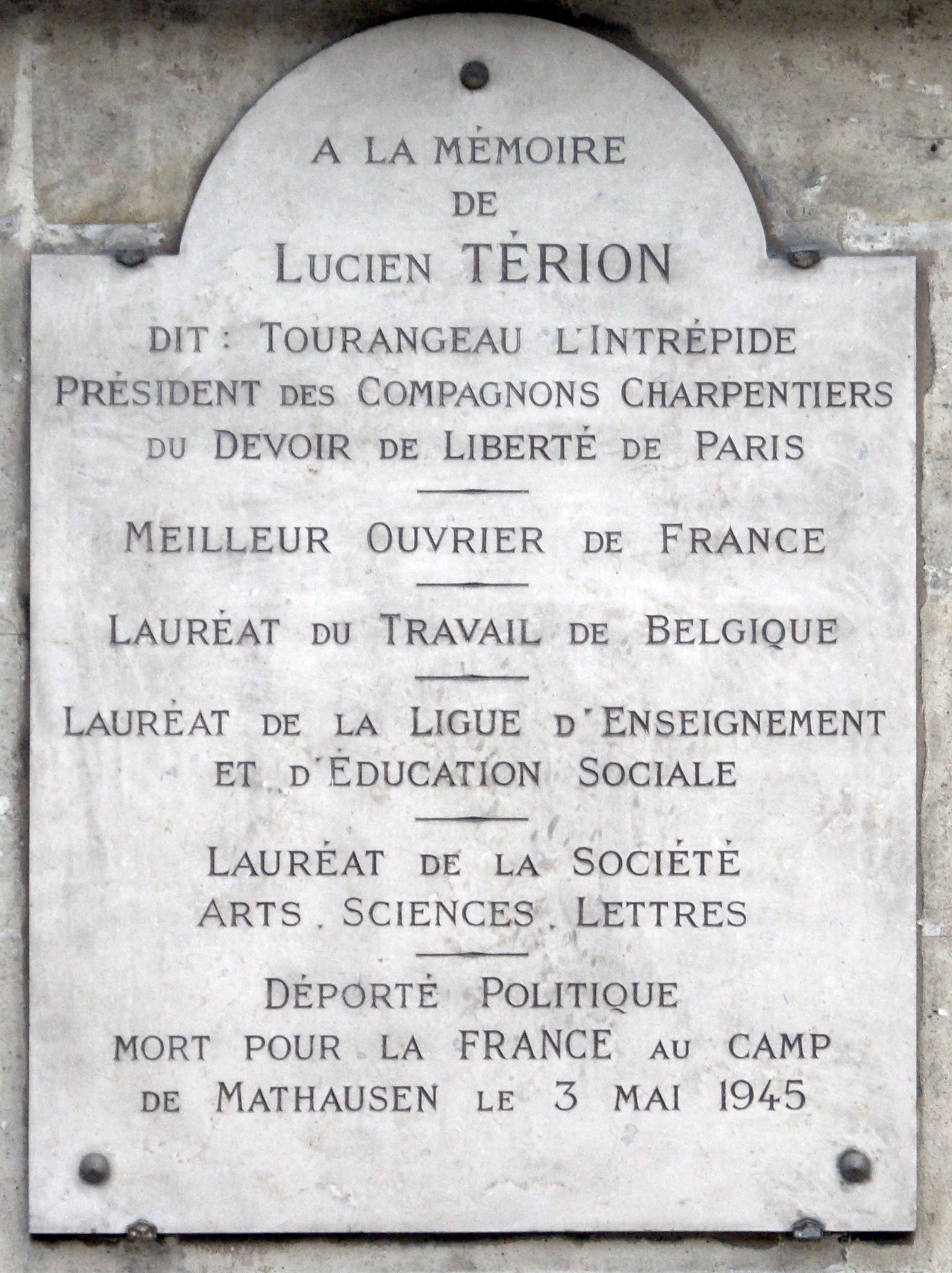
Plaque du 10, rue Mabillon.

Il est géré par la Fédération compagnonnique des métiers du Bâtiment.
Sur la façade du musée, on peut voir une plaque à la mémoire de Lucien Térion : 

« À la mémoire de Lucien Térion, dit : Tourangeau l'Intrépide, président des Compagnons charpentiers du Devoir de liberté de Paris, meilleur ouvrier de France, lauréat du travail de Belgique, lauréat de la Ligue d'enseignement et d'éducation sociale, lauréat de la Société arts, sciences et lettres, déporté politique mort pour la France au camp de Mauthausen le 3 mai 1945. »